# Hypenetes magellanicus
Hypenetes magellanicus är en tvåvingeart som beskrevs av Artigas 1970. Hypenetes magellanicus ingår i släktet Hypenetes och familjen rovflugor. Inga underarter finns listade i Catalogue of Life.